# مارسيل بيفل
مارسيل بيفل (بالرومانية: Marcel Pavel)‏ هو مغني روماني، ولد في 4 ديسمبر 1959 في غالاتس في رومانيا.

## وصلات خارجية
- مارسيل بيفل على موقع ميوزك برينز (الإنجليزية)
- مارسيل بيفل على موقع ديسكوغز (الإنجليزية)